# Bill Brown (piłkarz)
William Dallas Fyfe Brown (ur. 8 października 1931 w Arbroath, zm. 30 listopada 2004 w Simcoe) – szkocki piłkarz grający na pozycji bramkarza, reprezentant kraju, uczestnik mistrzostw świata 1958.

## Kariera piłkarska
Bill Brown karierę piłkarską rozpoczął w juniorach Carnoustie Panmure, a następnie grał w juniorach Arbroath. Profesjonalną karierę rozpoczął w 1949 roku w Dundee F.C., którego barwy reprezentował do 1959 roku, rozegrał w nim 215 meczów ligowych oraz dwukrotnie zdobył Puchar Ligi Szkockiej (1952, 1953).
W 1959 roku za 16,500 funtów brytyjskich przeszedł do angielskiego Tottenhamu Hotspur, w którym do 1966 roku w Football League First Division rozegrał 222 mecze oraz zdobył z nim mistrzostwo Anglii (1961), dwukrotnie Puchar Anglii (1961, 1962), dwukrotnie Tarczę Wspólnoty (1961, 1962) oraz Puchar Zdobywców Pucharów (1963)
W latach 1966–1967 reprezentował barwy angielskiego Northampton Town, a w 1967 roku wyjechał do Kanady grać w drużynie ligi NPSL – Toronto Falcons, gdzie w tym samym roku zakończył karierę piłkarską.

## Kariera reprezentacyjna
Bill Brown w latach 1958–1965 rozegrał 26 meczów w reprezentacji Szkocji. Reprezentował swój kraj na mistrzostwach świata 1958 w Szwecji, na których reprezentacja Szkocji odpadła w fazie grupowej, a Brown na tym turnieju był dublerem Tommy’ego Youngera i nie rozegrał na nim żadnego meczu. Grał również w reprezentacji Szkocji B, juniorskich reprezentacjach Szkocji oraz grał 8 meczów w drużynie gwiazd Scottish Football League, kiedy był zawodnikiem Dundee F.C..

### Statystyki
| Reprezentacja narodowa | Rok     | Występy | Gole |
| ---------------------- | ------- | ------- | ---- |
| Szkocja                |         |         |      |
| 1958                   | 4       | 0       |      |
| 1959                   | 3       | 0       |      |
| 1960                   | 3       | 0       |      |
| 1961                   | 3       | 0       |      |
| 1962                   | 3       | 0       |      |
| 1963                   | 5       | 0       |      |
| 1965                   | 7       | 0       |      |
| Łącznie                | Łącznie | 28      | 0    |

## Osiągnięcia

### Dundee
- Puchar Ligi Szkockiej: 1952, 1953

### Tottenham Hotspur
- Mistrzostwo Anglii: 1961
- Puchar Anglii: 1961, 1962
- Tarcza Wspólnoty: 1961, 1962
- Puchar Zdobywców Pucharów: 1963

## Po zakończeniu kariery
Bill Brown po zakończeniu kariery piłkarskiej został w Kanadzie, gdzie pracował jako deweloper i w rządzie. Zmarł dnia 30 listopada 2004 roku w Simcoe w wieku 73 lat. Dnia 1 grudnia 2004 roku podczas ćwierćfinałowego meczu Pucharu Ligi Angielskiej 2004/2005 pomiędzy Tottenhamem Hotspur a FC Liverpoolem (1:1, k. 3:4) w celu uczcenia jego pamięci zawodnicy Tottenhamemu Hotspur grali w czarnych opaskach.